# Hyaleucerea gigantea
Hyaleucerea gigantea là một loài bướm đêm thuộc phân họ Arctiinae, họ Erebidae.